# Kanamicina
La kanamicina (també coneguda com a kanamicina A) és un antibiòtic aminoglucòsid, disponible en formes oral, intravenosa i intramuscular. S'utilitza per tractar una àmplia varietat d'infeccions La Kanamicina s'aïlla del bacteri Streptomyces kanamyceticus i s'utilitza en la forma sulfat.

## Mecanisme
La kanamicina interacciona amb les subunitats 30S dels ribosomes dels procariotes. Indueix quantitats substancials d'errors de traducció i inhibeix indirectament la translocació durant la síntesi proteica.

## Efectes adversos
Reaccions adverses severes a la kanamicina inclouen tinnitus o alteracions de l'oïda, toxicitat als ronyons i reaccions al·lèrgiques al medicament.

## Ús en recerca
La kanamicina s'utilitza en la biologia molecular com a agent selectiu, habitualment per aïllar bacteris (com ara E. coli) que han adquirit gens (per exemple de plasmidis) units a gens que codifiquen resistència a la kanamicina (principalment neomicina fosfotransferasa II [NPT II/Neo]). Els bacteris que han estat transformats amb un plasmidi que conté el gen de resistència a la kanamicina se sembren en plaques d'agar amb kanamicina (50-100 μg/ml) o es cultiven en altres medis amb kanamicina (50-100 μg/ml). Només els bacteris que hagin dut a terme la transformació correctament (i que per tant tindran els gens de resistència) podran créixer en aquestes condicions.